# La Noria
La Noria ist eine Geisterstadt in der Atacama-Wüste bei Iquique in Nord-Chile. Sie war die Wohnsiedlung des 1826 eingerichteten Salpeterwerks Oficina La Noria, die sich zu einem regional wichtigen urbanen Zentrum mit kommunalen Einrichtungen und Sitz einer Zivilverwaltung entwickelte. In ihrer unmittelbaren Umgebung befanden sich zahlreiche Minen und Raffinerien. Sie ist eine der ältesten Werkssiedlungen der Salpeterindustrie, deren Ruinen noch erhalten sind.

## Geographie
Die Ruinen der ehemaligen Bergbausiedlung La Noria liegen etwa 56 km südöstlich von der Hafenstadt Iquique entfernt. Der Ort gehört heute zur Kommune Pozo Almonte (20° 15′ S, 69° 47′ W) in der Región de Tarapacá, Nord-Chile.
La Noria liegt in der Atacama-Wüste, in einem Tal am östlichen Rand der Küstenkordillere. Es ist ein unwirtlicher Ort mit extremem, lebensfeindlichem Klima. Tagsüber ist es sehr heiß, nachts sehr kalt, und oft fällt jahrelang kein Regen. Es ist ein Gebiet mit extremer Trockenheit, allerdings war es relativ leicht, an Grundwasser zu kommen. Daher auch die Toponyme „noria“ span. Schöpfrad und „pozo almonte“ span. Brunnen von Almonte. Das kapillar aufsteigende Wasser verdunstet im ariden Klima rasch und hinterließ mit der Zeit mächtige nitrathaltige Salzkrusten, den Rohstoff für den Bergbau in der Zone. Mangels Pflanzen, die ihn sonst wie Dünger aufgezehrt hätten, konnte sich der Salpeter akkumulieren. Der britische Naturforscher William Bollaert beschrieb den Ort Mitte des 19. Jahrhunderts so:

„La Nueva Noria, 3227 Fuß [984 m] über dem Meer. Wasser kocht bei 206 °F [96,6 °C]. Hier gibt es zwei Städte aus dem Salz der Salare gebaut, eine La Noria genannt die andere El Salar. Zahllose Nitratsteinbrüche sind in der ansteigenden Basis der Hügel zu sehen und welliges Gelände 50 bis 150 Fuß oberhalb der Salare, und offensichtlich älteren Datums als das Salz in den Salaren. Es gibt kein Nitrat in den Salaren. Man sieht die Schornsteine der Boiler rauchen; die Norias, zum Entnehmen von Wasser aus den Brunnen. Die Szene ist von absoluter Sterilität, mit Haufen von Skeletten von Maultieren und Eseln um die Oficinas, oder Nitratraffinerien, herum. Das Wasser hier muss zum Trinken destilliert werden, aber die Tiere trinken aus den Brunnen. Wenn Nitrat versehentlich oder absichtlich in die Tränken gelangt, werden die Tiere vergiftet, schwellen auf und verenden. … Im Sommer, wenn Eisenteile der Sonne ausgesetzt sind, werden sie zu heiß, um sie zu handhaben, und dunkle Steine haben etwa dieselbe Temperatur. Diese starke und strahlende Sommerhitze lässt die Steine während des Tages sich merklich ausdehnen und beim Abkühlen in der Nacht bersten und ihre Oberflächen abbrechen. … Im Monat Juni wurde Eis beobachtet 1/8 Zoll [ca 3 mm] dick. 29. März 1854, während der Nacht regnete es ein wenig …“

Um La Noria herum befinden sich zahlreiche historische Salpeterwerke, oficina (span.: „Büro“) genannt. So liegen zum Beispiel im Bereich zwischen der Siedlung und der zirka ein Kilometer entfernten Bahnlinie die Oficina La China (1856 von Demetrio Figueroa angelegt), Oficina Limeña (1857 von George Smith als Nueva La Noria angelegt), Oficina San José de La Noria (von Pedro Devéscovi und Arredondo angelegt), Oficina Santa Beatriz (bis 1881 von Pedro Elguera betrieben) und Oficina Paposo (1872–1931, von Firma Fölsch & Martín angelegt). Es gibt Überlegungen, den Ort touristisch zu erschließen, so wie die Humberstone- und Santa-Laura-Salpeterwerke, die nordöstlich davon in einer Entfernung von etwa 20 km Luftlinie liegen.
Vier Kilometer südöstlich von La Noria liegt noch ein in Betrieb befindlicher Tagebau.

## Geschichte

### Vorindustrielle Situation
Beginnend mit der Kolonialgeschichte, bevor die Siedlung gebaut wurde, lässt sich sagen, dass die Verwaltung des spanischen Vizekönigreichs Peru erstmals 1556 auf die Salpetervorkommen bei La Noria aufmerksam wurde. Zunächst jedoch war der Silberbergbau im nahe gelegenen Huantajaya (20° 14′ S, 70° 4′ W) viel interessanter, sodass 1680 ein spanischer Minenbetreiber namens Juan de Loayza die Gegend um La Noria nur zum Halten von Lamas nutzte. Erst nachdem Thaddäus Haenke ein Verfahren zur Extraktion von Kaliumnitrat erfunden hatte, wurden ab 1810 eine Reihe von kleineren Salpeterwerken in der Region eingerichtet. Die ältesten befanden sich rund 60 km weiter nördlich in Negreira (19° 50′ S, 69° 52′ W) und die zweitältesten in La Noria. Der gewonnene Salpeter war unter der Bezeichnung Nitrato de Sosa oder Nitrato de Iquique bekannt und wurde für die Schießpulverproduktion in Lima gebraucht.

### Erster Salpeterboom

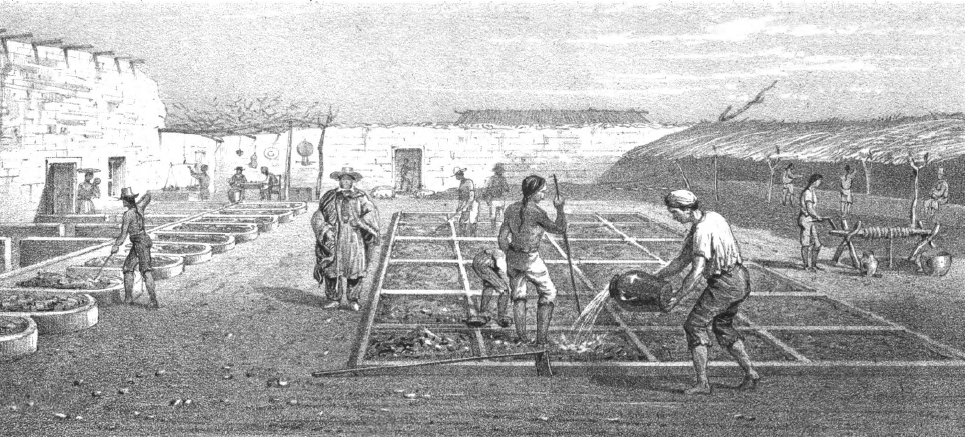
Die allerersten Raffinerien arbeiteten mit einfachsten Mitteln. Mit dem Wasser aus einem Schöpfbrunnen (span. Noria) wurde das Mineral aus den zerkleinerten Steinen gelöst. Hier eine romantisierende Darstellung aus dem 20 km westlich von La Noria gelegenen La Tirana.
(Zeichnung von George Smith, 1828)

In den Wirren der Unabhängigkeitskriege wurden viele Salpeterwerke zerstört oder aufgegeben. Ab 1821 gehörte La Noria zum neu entstandenen Staat Peru. Das Land öffnete sich für Ausländer. Europäische Naturforscher und Unternehmer begannen sich dafür zu interessieren. Der französische Händler Héctor Bacque († 1832) nutzte die Gelegenheit des Wiederaufbaus der Industrie und gründete 1826 das Salpeterwerk Oficina La Noria. Nach seinem überraschenden Tod übernahm der Ire John O’Connor die Geschäftsführung der Unternehmen von Bacque.
Mit einer ersten systematischen geographischen und geologischen Erforschung der Tarapacá-Region beauftragte der Provinzgouverneur Ramón Castilla die Engländer William Bollaert (1807–1876) und George Smith (1802–1870). Beide kamen 1828 nach La Noria und berichteten, der Ort sei mit Schwärmen von grünen Fliegen und von Bettwanzen verpestet gewesen. Sie registrierten dort eine beachtliche Salzkruste, die nur an ihrer Oberfläche mit anderen Gesteinen durchsetzt war.
Die Salpeterwerke der Region exportierten im Jahr 1830 schon 900 Tonnen Salpeter. Im Hafen von Iquique lief im selben Jahr zum ersten Mal ein Salpeterschiff nach Europa aus. Ironischerweise fanden sich nicht genug Abnehmer, so dass der größte Teil der Ladung ins Meer verklappt wurde. Doch ab 1834 wurde der Chilesalpeter zu einem gefragten Rohstoff in Europa. Im beginnenden Boom erwarb dann 1835 George Smith das Werk von La Noria und betrieb es mit einer monatlichen Salpeterproduktion von 23 bis 27,6 Tonnen.
In La Noria funktionierte das Salpeterwerk – wie alle anderen – nach einer einfachen, allerdings wenig effizienten Methode. Die abzubauende Salzkruste war eine harte, 7 bis 8 Fuß mächtige Schicht aus versteinertem Sand, Lehm und Salz (Nitronatrit). Zum Teil wurde das Gestein gesprengt, um es bergen zu können. Es wurde in kleine Stücke gebrochen und an Ort und Stelle in Kesseln so lange mit heißem Wasser behandelt, bis nur noch die nicht löslichen Teile übrig blieben. Die Lösung, der sogenannte Nitrat-Likör, der als Hauptbestandteil Natriumnitrat enthielt, wurde dann in ein anderes Gefäß dekantiert und entweder an der Sonne oder über einem Feuer eingeengt. Danach ließ man die Lösung abkühlen und auskristallisieren. Das so isolierte Mineral wurde in Haufen an der Sonne getrocknet. Das trockene Pulver wurde schließlich in Säcke verpackt und auf Maultieren zum Hafen nach Iquique transportiert. 1854 gab es im Distrikt La Noria 100 solcher Salpeterwerke. Wenn in einem Werk die Salzkruste abgebaut war, wurde die Raffinerie zur nächsten Salzstelle verlegt. So waren die Arbeiter, die den Bodenschatz hoben und verarbeiteten, noch bis 1850 nur in einfachen kleinen Lagern ohne Straßen und Versorgungseinrichtungen am Rande der Werke untergebracht. Zum Einkaufen und Vergnügen gingen sie in die wenigen Orte wie La Noria, in denen es Geschäfte, Garküchen, Kantinen und Bordelle gab.
George Smith war ein innovativer Unternehmer und führte 1856 in La Noria erstmals ein neues maschinelles Verfahren ein, bei dem das Nitratmineral mit heißem Wasserdampf aufgelöst wurde. Durch diese neue Technik, die aufwendigere Installationen benötigte, dafür aber eine bis zu zehnfach bessere Ausbeute lieferte, wurden die bis dahin recht mobilen Salpeterraffinerien zu stationären Anlagen, zu denen der Rohstoff auch aus größerer Entfernung angekarrt wurde.
Ein Jahr später baute Smith neben La Noria ein neues Salpeterwerk, genannt La Nueva Noria („Das Neue Noria“). 1860 war das Werk von La Noria das größte von insgesamt 40 in der Region von Tarapacá. 1865 verkaufte Smith alles, was er in Tarapacá besaß. Damit bezahlte er vor allem aufgelaufene Schulden. Der Engländer William Gibbs wurde neuer Eigentümer von La Noria, und Smith erwarb einen Minderheitenanteil an dessen Firma. Gibbs etablierte noch im selben Jahr als erster außerhalb Europas eine Jod-Produktion in La Noria.
Im Juli 1871 wurde eine Eisenbahnlinie zwischen Iquique und La Noria fertiggestellt. Zu dieser Zeit arbeiteten zirka 25 Salpeterwerke in und um La Noria. Die neue Transportmöglichkeit erlaubte dem Werk La Noria die Produktion zu erhöhen. In den Vorjahren lag die Jahresproduktion bei 9.200 bis 10.150 Tonnen, 1871 und 1872 lag sie bei je 13.800 Tonnen.

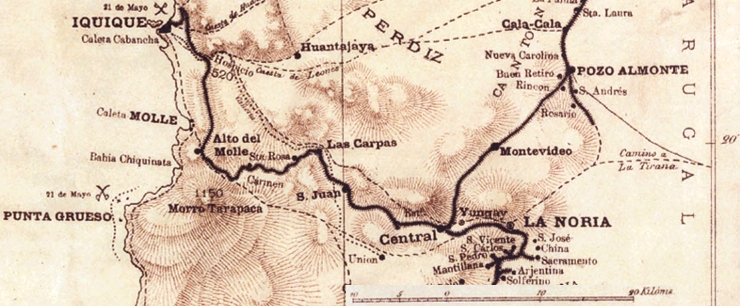
Eisenbahnlinie zwischen Iquique und La Noria. Viele Salpeterwerke im Bezirk La Noria waren über kurze Nebenstrecken angeschlossen. Karte von 1879.

1872 eröffnete die Firma Fölsch & Martín neben La Nueva Noria das Werk Oficina Paposo. Dieses außerordentlich erfolgreiche Unternehmen eines Hamburger Unternehmers expandierte bis 1881 mit weiteren sieben Werken und übernahm schließlich auch den Überseetransport mit einer eigenen Reederei.
Im November 1873 wurde La Nueva Noria in La Limeña umbenannt. In diesem Jahr hatte La Noria 1151 Einwohner, und die Werke Limeña und La Noria lieferten mehr als 46.000 Tonnen Salpeter.
Wo es so viel zu verdienen gab, entbrannte bald der Streit um die Kontrolle des Weißen Goldes, wie man das Salpeter nannte. Im Mai 1876 wurden zahlreiche Salpeterwerke verstaatlicht, darunter auch Paposo. 1879 kam es zum sogenannten Salpeterkrieg zwischen Chile, Bolivien und Peru. Chile setzte sich durch und annektierte den Süden Perus und die Küstenregionen Boliviens und gliederte so auch La Noria in sein Hoheitsgebiet ein.

### Urbanisierung

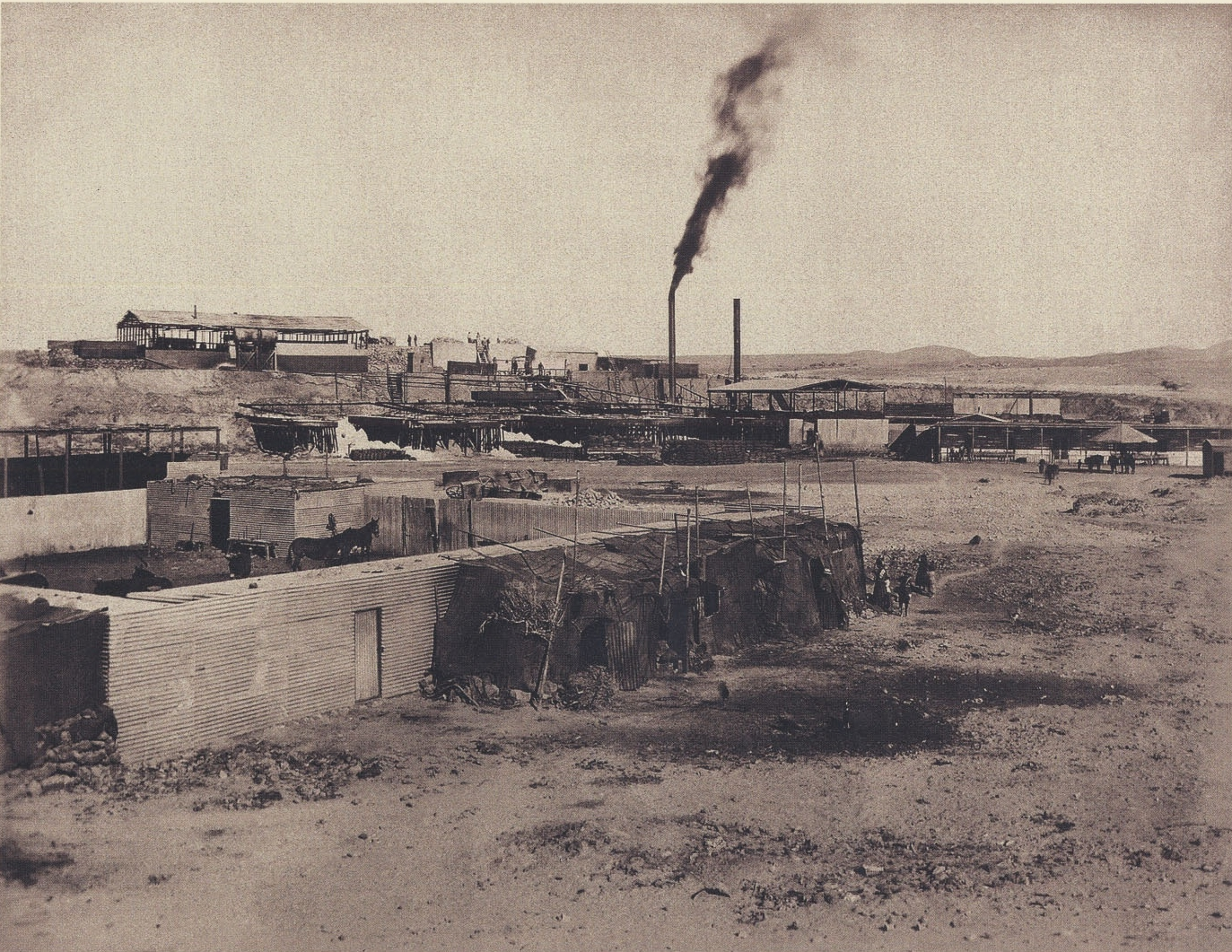
1889, Oficina San José, etwa 1 km südlich von der Werkssiedlung La Noria gelegen. Wo der Schornstein der Wasserboiler rauchte, gab es zwar immer Arbeit, aber meist nur eine erbärmliche Unterbringung für die Arbeiter. Im Vordergrund ist eine Frau mit einigen Kindern vor ihrer Behausung zu sehen. Diese Situation verbesserte sich erst mit der Zeit durch Siedlungen wie La Noria.

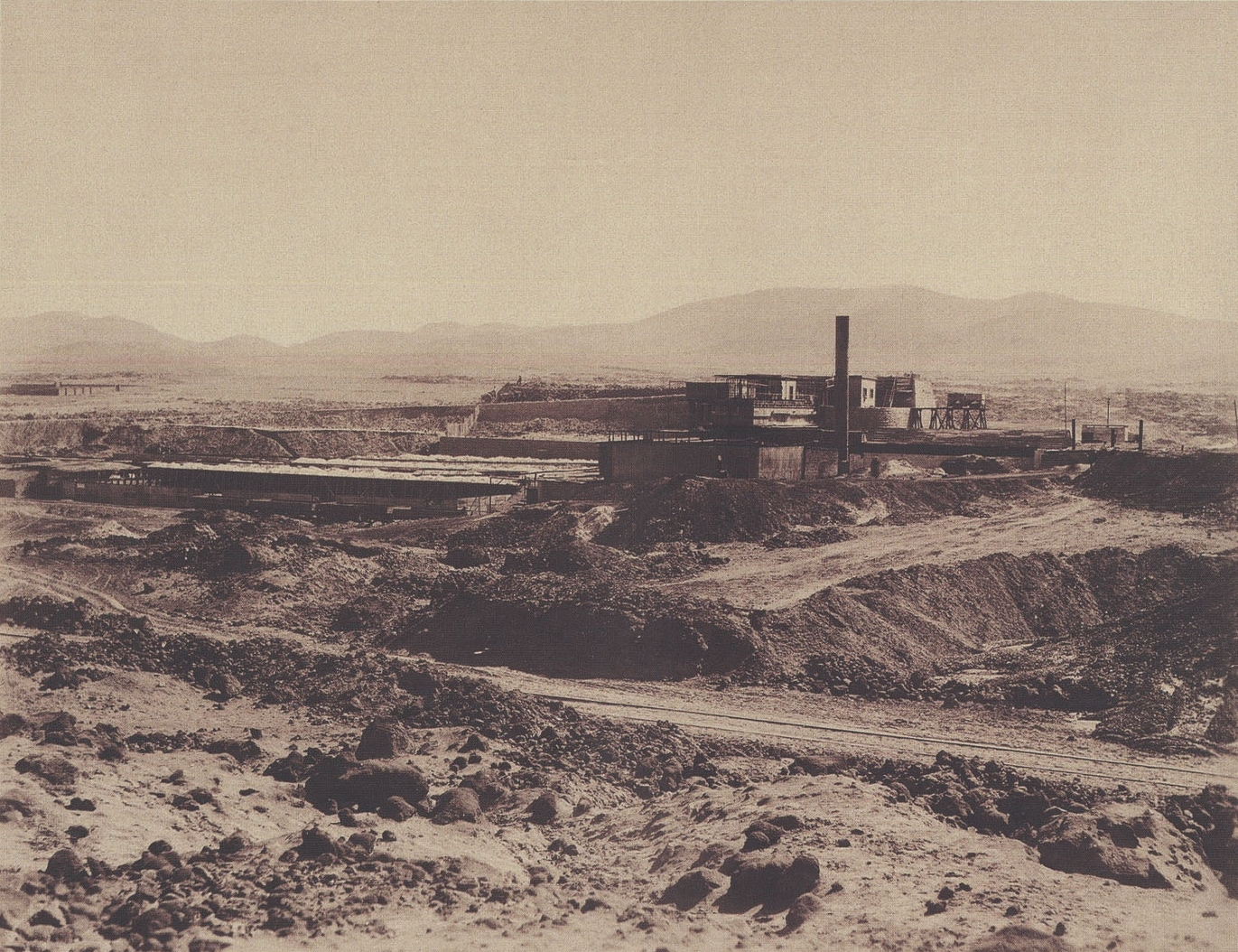
1889, Oficina Paposo, etwa 2 km nordwestlich von der Werkssiedlung La Noria gelegen, war das Startup-Unternehmen des Hamburger Milliardärs Hermann Fölsch. Vier Milliarden Reichsmark brachte er am Ende mit, als er nach Hamburg zurückkehrte. Sein Gewinn blieb sowohl in Chile als auch im Deutschen Reich steuerfrei.

Für La Noria und seine 1154 Einwohner war der Krieg schon 1879 zu Ende. In diesem Jahr arbeiteten dort nur noch drei Salpeterwerke: Oficina Cholita (Eigentümer: Manuel Morales), Oficina Paposo (Eigentümer: Fölsch & Martín) und Oficina San Enrique. Mit dem Einzug der chilenischen Verwaltung gab es für die Bevölkerung wichtige Neuerungen und für die Unternehmer einen neuen Aufschwung im Salpeterboom.
So wurde 1880 in La Noria die erste öffentliche Schule der gesamten Provinz Tarapacá eingerichtet. Es war eine gemischte Schule, in der morgens die Jungen und nachmittags die Mädchen unterrichtet wurden. Als erste Schulleiterin und einzige Lehrerin wurde Mercedes Arantes eingestellt, mit einem damals üppigen Jahresgehalt von 800 Pesos. Im ersten Jahr gab es 50 Schüler (35 Mädchen, 15 Jungen) mit einer durchschnittlichen Anwesenheit von 60 %. Bedingt durch Wohnortwechsel und Fernbleiben aus anderen Gründen schlossen nur 20 von ihnen das Schuljahr ab. Im zweiten Jahr erhöhte sich die Anzahl der Schüler auf 85 und im dritten auf 155.
Ebenfalls im Jahr 1880 wurde in La Noria eine Kirche gebaut, die aber erst 1889 offiziell geweiht wurde. In dieser Epoche erreichte die Siedlung den Zenit ihrer Entwicklung: Sie war zu einer wichtigen Kleinstadt geworden mit Schule, Zivil- und Strafgericht, Zivilregister, Minenregister, Kirche, Friedhof und Bahnhof.
Einen ersten Abschwung gab es durch die Entdeckung weiter entfernt liegender Salpetervorkommen. La Noria verlor dadurch nach und nach seine Rolle als Zentrum des Salpeterabbaus und Endstation des Eisenbahnnetzes. Die Schienen wurden weiter nach Süden und nach Norden verlängert, wo die neuen Salpetervorkommen lagen. Die nahegelegene, rasch wachsende Siedlung Pozo Almonte wurde zur neuen Drehscheibe im Salpeterbergbau. Auch die benachbarte Oficina Paposo hatte eine eigene, gut organisierte Werkssiedlung.
Der Zensus von 1885 führt La Noria und Pozo Almonte als die beiden wichtigsten Siedlungen im Salpeterrevier der Provinz Tarapacá auf. Im Distrikt La Noria gab es 4629 Einwohner (2918 männlich, 1711 weiblich), von denen 1560 im urbanen Bereich und 3069 bei anderen Werken lebten. In einer Statistik aus demselben Jahr, die für die Oficina Paposo 165 Arbeiter vermerkt, ist La Noria nicht aufgeführt. Damals wurde in La Noria selbst vermutlich schon nicht mehr gearbeitet, aber die Siedlung existierte noch.
1897 gab es 1741 Einwohner, und im Jahr 1900 verzeichnete das Zivilregister für den Bezirk La Noria 19 Eheschließungen, 20 Geburten und 19 Todesfälle.

### Untergang
Im November 1900 zerstörte ein Feuer mehrere Häuser, darunter auch das schon nicht mehr bewohnte Pfarrhaus. 1901 sank die Produktion, weil der Salpetergehalt im Gestein abnahm. Schrittweise wurden die Arbeiter entlassen, die daraufhin den Ort mitsamt ihren Familien verließen. So wurde La Noria allmählich entvölkert und zerfiel zunehmend. 1902 wurde die Kirche aufgegeben und das Pfarramt ins nahe gelegene, aufstrebende Pozo Almonte verlegt, wo schon eine neue Kirche gebaut worden war. Die Kirchenglocken wurden nach La Tirana (20° 20′ S, 69° 39′ W) weggegeben.
Während die Kirche ihren Umzug halbwegs dokumentierte, löste sich die Schule anscheinend unbeachtet auf. Es gibt für ihre Schließung lediglich einen indirekten Hinweis aus einer Statistik von 1904, in der die Schule nicht mehr aufgeführt ist. Möglicherweise wurde sie schon viele Jahre vorher geschlossen. So ist bekannt, dass die Lehrerin Mercedes Arantes über 15 Jahre im Ort gewesen ist, ihn also nach 1895 verlassen hat.
1907 wurden im Verwaltungsbezirk La Noria 9938 Einwohner (2/3 Männer, 1/3 Frauen) gezählt, mehr als doppelt so viele wie 22 Jahre zuvor. Aber alle waren als ländliche Bevölkerung klassifiziert, das heißt, La Noria galt schon nicht mehr als städtischer Bezirk, sondern nur noch als Wohnsiedlung. In La Noria wurden noch 345 Personen gezählt. Die Bevölkerung des Bezirks La Noria verteilte sich auf die zahlreichen Salpeterwerke. In Nachbarschaft zu La Noria lagen zum Beispiel Oficina Cholita (383 Personen), Oficina San José (574 Personen), Oficina Sebastopol (244 Personen). Zum Vergleich: Im benachbarten Pozo Almonte lebten 1064 Personen.
Die Salpeterindustrie erlitt einen drastischen wirtschaftlichen Einbruch durch den Ersten Weltkrieg und die aufkommende Produktion von synthetischem Salpeter. Die Anzahl der Werke ging zurück. Während La Noria anscheinend unbeachtet verschwand, expandierte die benachbarte Oficina Paposo. Sie wurde modernisiert und 1916 an die Grace Nitrate Company aus den USA verkauft. 1920 war Paposo eines von 31 arbeitenden Salpeterwerken. Die Polizei registrierte dort 880 Personen, während La Noria in derselben Statistik keine Erwähnung mehr findet. Es sieht so aus, als ob Oficina Paposo das Werk und die Siedlung von La Noria absorbiert hätte.
Die Weltwirtschaftskrise von 1929 ließ die Salpeterindustrie zusammenbrechen und den chilenischen Staat in seinen ersten und bisher einzigen Staatsbankrott gleiten. Damit war auch das Schicksal des Bezirks La Noria besiegelt. 1931 wurde der Betrieb in Paposo eingestellt, die zugehörige Werkssiedlung aufgegeben und die Schule nach Macaya (20° 8′ S, 69° 11′ W) verlegt.

### Zerfall und Plünderung
La Noria erlitt so das Schicksal vieler Bergbausiedlungen, die im Boom aufgebaut und in der Rezession verlassen wurden: Von den Eigentümern aufgegeben, wurde in den Werken und Siedlungen mit der Zeit alles geplündert, was sich noch verwerten ließ. Dass einer Legende zufolge in La Noria zwei Schatzkisten vergraben sein sollen, die dort seit dem Salpeterkrieg verschollen seien, beflügelt bis heute die Fantasie von Plünderern. Mit Hacke und Schaufel ausgerüstet, machen sie selbst vor den Gräbern nicht halt.
So wurde der schon vergessene Ort bekannt als die Fundstätte des Atacama-Humanoids. Dabei handelt es sich um eine extrem kleine menschliche Mumie, die im Jahr 2003 von einem Plünderer in La Noria ausgegraben und über einige Hehler schließlich an einen sogenannten Ufologen verkauft wurde. Wilde Spekulationen ranken sich seitdem um den Ort: Außerirdische sollen regelmäßig dort vorbeikommen, und die Toten auf dem örtlichen Friedhof kämen nachts aus den Gräbern hervor.